# Ернст фон Рацебург
Ернст фон Рацебург (нім. Ernst von Ratzeburg; ? — 5 березня 1279) — 12-й магістр Лівонського ордену (1273—1279).

## Біографія
Походив з Рацебургу або Расбургу. Про батьків й молоді роки практично нічого невідомо. 1273 року після відставки магістра Вальтера фон Нордека обирається новим очільником Лівонського ордену.
Продовжив політику з підкорення Земгалії. Тут наштовхнувся на спротив місцевих вождів, що мали підтримку від Великого князівства Литовського. У 1274 році фон Рацебург заснував на Західній Двіні замок Дінабург, де 1275 року після завершення робіт розмістив значну залогу. Цей замок став орденським форпостом у Земгалії. 1276 року домовився про спільні дії з ризьким архієпископом Йоганном I фон Луне проти земгалів і литовців. 1277 року Дінабург витримав місячну облогу литовського війська на чолі з великим князем Тройденом.
У відповідь восени 1278 року Ернст фон Рацебург за підтримки Ейларда фон Оберга з Данської Естляндії виступив до литовських володінь. Спільно вони дійшли до резиденції великого князя Литовського — Кернаве. Втім не змогли її захопити. Натомість сплюндрували литовські землі навколо. Під час повернення військо на чолі із магістром було заскочене біля Ашерадена литовцями на чолі з Тройденом. У Ашераденській битві лівонці зазнали нищівної поразки, а Ернст фон Рацебург загинув. В результаті Семигалія здобула незалежність від Лівонського ордену.